# Origin (serviço)
Origin (antigamente chamado de EA Store) era uma plataforma de distribuição digital, gerenciamento de direitos digitais de sistemas a partir da Electronic Arts que permite aos usuários comprar jogos pela internet para PC e dentre outras plataformas, e transferi-los com o cliente Origin (antiga EA Download Manager, EA Downloader e EA Link).
A Origin apresenta características sociais, como o gerenciamento de perfis, bate-papo com amigos, além de ser possível exibir jogos do Facebook, Xbox Live e PlayStation Network. A Electronic Arts declarou que quer concorrer com o Steam, principal concorrente até o final de março de 2012, adicionando jogar na nuvem, atualizações automáticas, realizações e recompensas, e lançamentos multi-plataforma.
Em fevereiro de 2012 o Origin foi instalado em mais de 9,3 milhões de computadores.
Em 2016 a EA reformulou o visual do Origin.
Em outubro de 2022 a EA descontinuou o aplicativo para Windows, e em 2024 para MacOS, sendo substituído pelo EA App. Todavia, o Origin ainda pode ser acessível pelo MacOS Mojave ou inferior.